# Сампайю, Жорже
Жо́рже Ферна́нду Бра́нку де Сампа́йю (18 сентября 1939, Лиссабон — 10 сентября 2021, Carnaxide e Queijas, Carnaxide e Queijas) — португальский политический деятель, президент Португальской Республики (1996—2006). Международный чиновник, представитель Генерального секретаря ООН (2006—2013).
Окончил юридический факультет Лиссабонского университета в 1961 году. С 1978 года — член социалистической партии Португалии, председатель партии с 1989 по 1991 год. В 1979—1984 годах — член Европейской комиссии по правам человека. В 1989—1995 годах — мэр Лиссабона.
По окончании второго президентского срока в мае 2006 года Жорже Сампайю был назначен специальным представителем Генерального Секретаря ООН по глобальному плану борьбы с туберкулёзом. В апреле 2007 г. Генеральный секретарь ООН Пан Ги Мун назначил его своим Высоким представителем по Альянсу цивилизаций. Эту должность Ж. Сампайю занимал до февраля 2013 г.
В 2005 году принимал участие в Лиссабонском полумарафоне. Был женат, имел двоих детей.
Скончался 10 сентября 2021 года в больнице Санта-Крус от дыхательной недостаточности.

## Награды
Награды Португалии
| Страна     | Дата                        | Награда                                           | Награда                                                   | Литеры |
| ---------- | --------------------------- | ------------------------------------------------- | --------------------------------------------------------- | ------ |
| Португалия | 9 марта 1996 — 9 марта 2006 | Кавалер Тройного ордена как Президент Португалии  | Кавалер Тройного ордена как Президент Португалии          |        |
| Португалия | 9 марта 2006 —              | Кавалер Большой цепи                              | Военного Ордена Башни и Меча, Доблести, Верности и Заслуг | GColTE |
| Португалия | 9 марта 1996 — 9 марта 2006 | Гроссмейстер                                      | Военного Ордена Башни и Меча, Доблести, Верности и Заслуг |        |
| Португалия | 9 марта 1996 — 9 марта 2006 | Гроссмейстер ордена Христа                        | Гроссмейстер ордена Христа                                |        |
| Португалия | 9 марта 1996 — 9 марта 2006 | Гроссмейстер ордена Святого Беннета Ависского     | Гроссмейстер ордена Святого Беннета Ависского             |        |
| Португалия | 9 марта 1996 — 9 марта 2006 | Гроссмейстер Военного ордена Святого Якова и Меча | Гроссмейстер Военного ордена Святого Якова и Меча         |        |
| Португалия | 9 марта 1996 — 9 марта 2006 | Гроссмейстер                                      | ордена Инфанта дона Энрике                                |        |
| Португалия | 3 августа 1983 —            | Гранд-офицер                                      | ордена Инфанта дона Энрике                                | GOIH   |
| Португалия | 9 марта 2006 —              | Кавалер Большой цепи                              | ордена Свободы                                            | GColL  |
| Португалия | 9 марта 1996 — 9 марта 2006 | Гроссмейстер                                      | ордена Свободы                                            |        |
| Португалия | 9 марта 1996 — 9 марта 2006 | Гроссмейстер ордена Заслуг                        | Гроссмейстер ордена Заслуг                                |        |
| Португалия | 9 марта 1996 — 9 марта 2006 | Гроссмейстер ордена Народного образования         | Гроссмейстер ордена Народного образования                 |        |
| Португалия | 9 марта 1996 — 9 марта 2006 | Гроссмейстер ордена Предпринимательских заслуг    | Гроссмейстер ордена Предпринимательских заслуг            |        |

Награды иностранных государств
| Страна         | Дата вручения                   | Награда                                                                                          | Награда                                                                                          | Литеры |
| -------------- | ------------------------------- | ------------------------------------------------------------------------------------------------ | ------------------------------------------------------------------------------------------------ | ------ |
| Кипр           | 21 декабря 1990—                | Кавалер Большого креста ордена Заслуг                                                            | Кавалер Большого креста ордена Заслуг                                                            |        |
| Финляндия      | 8 марта 1991—                   | Кавалер Большого креста ордена Льва                                                              | Кавалер Большого креста ордена Льва                                                              |        |
| Нидерланды     | 25 марта 1992—                  | Кавалер Большого креста ордена Оранских-Нассау                                                   | Кавалер Большого креста ордена Оранских-Нассау                                                   |        |
| Чили           | 5 марта 1993—                   | Кавалер Большого креста ордена Бернардо О’Хиггинса                                               | Кавалер Большого креста ордена Бернардо О’Хиггинса                                               |        |
| Тунис          | 12 июля 1994—                   | Кавалер Большой ленты ордена Республики                                                          | Кавалер Большой ленты ордена Республики                                                          |        |
| Великобритания | 12 июля 1994—                   | Кавалер Большого креста Королевского Викторианского ордена                                       | Кавалер Большого креста Королевского Викторианского ордена                                       | GCVO   |
| Марокко        | 27 июля 1995—                   | Кавалер Большой ленты ордена Алауитского трона                                                   | Кавалер Большой ленты ордена Алауитского трона                                                   |        |
| Гвинея-Бисау   | 2 июля 1996—                    | Медаль ордена Холмов Боэ                                                                         | Медаль ордена Холмов Боэ                                                                         |        |
| Бразилия       | 25 июля 1996—                   | Кавалер Большого креста ордена Риу-Бранку                                                        | Кавалер Большого креста ордена Риу-Бранку                                                        |        |
| Мозамбик       | 12 мая 1997—                    | Кавалер ордена Дружбы и Мира 1 класса                                                            | Кавалер ордена Дружбы и Мира 1 класса                                                            |        |
| Польша         | 9 октября 1997—                 | Кавалер ордена Белого орла                                                                       | Кавалер ордена Белого орла                                                                       |        |
| Бразилия       | 9 декабря 1997—                 | Кавалер цепи                                                                                     | ордена Южного Креста                                                                             |        |
| Бразилия       | 22 августа 1991—9 декабря 1997  | Кавалер Большого креста                                                                          | ордена Южного Креста                                                                             |        |
| Испания        | 3 марта 1998—                   | Кавалер цепи ордена Изабеллы Католической                                                        | Кавалер цепи ордена Изабеллы Католической                                                        |        |
| Украина        | 13 апреля 1998—                 | Кавалер ордена князя Ярослава Мудрого 1 степени                                                  | Кавалер ордена князя Ярослава Мудрого 1 степени                                                  |        |
| Венесуэла      | 24 февраля 1999—                | Кавалер Большой ленты ордена Освободителя                                                        | Кавалер Большой ленты ордена Освободителя                                                        |        |
| Мексика        | 14 мая 1999—                    | Кавалер цепи ордена Ацтекского орла                                                              | Кавалер цепи ордена Ацтекского орла                                                              |        |
| Германия       | 17 мая 1999—                    | Кавалер Большого креста специального класса                                                      | ордена «За заслуги перед Федеративной Республикой Германия»                                      |        |
| Германия       | 15 октября 1996—17 мая 1999     | Кавалер Большого креста 1 степени                                                                | ордена «За заслуги перед Федеративной Республикой Германия»                                      |        |
| Франция        | 29 ноября 1999—                 | Кавалер Большого креста ордена Почётного легиона                                                 | Кавалер Большого креста ордена Почётного легиона                                                 |        |
| Греция         | 10 декабря 1999—                | Кавалер Большого креста ордена Спасителя                                                         | Кавалер Большого креста ордена Спасителя                                                         | GCR    |
| Румыния        | 15 марта 2000—                  | Кавалер цепи ордена Звезды Румынии                                                               | Кавалер цепи ордена Звезды Румынии                                                               |        |
| Словения       | 31 марта 2000—                  | Кавалер Золотого ордена Свободы                                                                  | Кавалер Золотого ордена Свободы                                                                  |        |
| Тунис          | 10 мая 2000—                    | Кавалер Большой ленты ордена 7 ноября                                                            | Кавалер Большой ленты ордена 7 ноября                                                            |        |
| Испания        | 11 сентября 2000—               | Кавалер цепи ордена Карлоса III                                                                  | Кавалер цепи ордена Карлоса III                                                                  |        |
| Бельгия        | 9 октября 2000—                 | Кавалер Большого креста ордена Леопольда I                                                       | Кавалер Большого креста ордена Леопольда I                                                       |        |
| Кабо-Верде     | 26 марта 2001—                  | Кавалер ордена Амилкара Кабрала 1 класса                                                         | Кавалер ордена Амилкара Кабрала 1 класса                                                         |        |
| Чили           | 30 сентября 2001—               | Кавалер цепи ордена Заслуг                                                                       | Кавалер цепи ордена Заслуг                                                                       |        |
| Италия         | 4 декабря 2001—                 | Кавалер Большого креста декорированного лентой ордена «За заслуги перед Итальянской Республикой» | Кавалер Большого креста декорированного лентой ордена «За заслуги перед Итальянской Республикой» |        |
| Габон          | 8 января 2002—                  | Кавалер Большого креста ордена Экваториальной звезды                                             | Кавалер Большого креста ордена Экваториальной звезды                                             |        |
| Венесуэла      | 24 июня 2002—                   | Кавалер Большого креста ордена Франсиско Миранды                                                 | Кавалер Большого креста ордена Франсиско Миранды                                                 |        |
| Венгрия        | 23 сентября 2002—               | Кавалер цепи                                                                                     | ордена Заслуг                                                                                    |        |
| Венгрия        | 22 апреля 1999—23 сентября 2002 | Кавалер Большого креста                                                                          | ордена Заслуг                                                                                    |        |
| Великобритания | 23 сентября 2002—               | Кавалер Большого креста ордена Святого Михаила и Святого Георгия                                 | Кавалер Большого креста ордена Святого Михаила и Святого Георгия                                 | GCMG   |
| Аргентина      | 12 декабря 2002—                | Кавалер цепи ордена Освободителя Сан-Мартина                                                     | Кавалер цепи ордена Освободителя Сан-Мартина                                                     |        |
| Финляндия      | 6 февраля 2003—                 | Командор Большого креста ордена Белой розы                                                       | Командор Большого креста ордена Белой розы                                                       |        |
| Эстония        | 8 мая 2003—                     | Кавалер цепи ордена Креста земли Марии                                                           | Кавалер цепи ордена Креста земли Марии                                                           |        |
| Литва          | 27 июня 2003—                   | Кавалер Большого креста ордена Витаутаса Великого                                                | Кавалер Большого креста ордена Витаутаса Великого                                                |        |
| Латвия         | 27 июня 2003—                   | Кавалер цепи ордена Трёх звёзд                                                                   | Кавалер цепи ордена Трёх звёзд                                                                   |        |
| Алжир          | 2 декабря 2003—                 | Athir Национального ордена Заслуг                                                                | Athir Национального ордена Заслуг                                                                |        |
| Словакия       | 2003—                           | Кавалер ордена Двойного белого креста 1 класса                                                   | Кавалер ордена Двойного белого креста 1 класса                                                   |        |
| Норвегия       | 24 июня 2004—                   | Кавалер Большого креста ордена Святого Олафа                                                     | Кавалер Большого креста ордена Святого Олафа                                                     |        |
| Эстония        | 25 ноября 2005—                 | Кавалер цепи ордена Белой звезды                                                                 | Кавалер цепи ордена Белой звезды                                                                 |        |
| Парагвай       | 4 января 2006—                  | Кавалер цепи ордена Заслуг                                                                       | Кавалер цепи ордена Заслуг                                                                       |        |
| Люксембург     | 15 сентября 2010—               | Рыцарь ордена Золотого льва Нассау                                                               | Рыцарь ордена Золотого льва Нассау                                                               |        |